# Lista ciocolatierilor
Aceasta este o listă de ciocolatieri notabili. Un ciocolatier este o persoană care produce dulciuri de cofetărie din ciocolată. Ciocolatierii sunt deosebiți de factorii de decizie din fabricile de ciocolată, care creează ciocolată din păstăi de cacao și alte ingrediente.

## Ciocolatieri

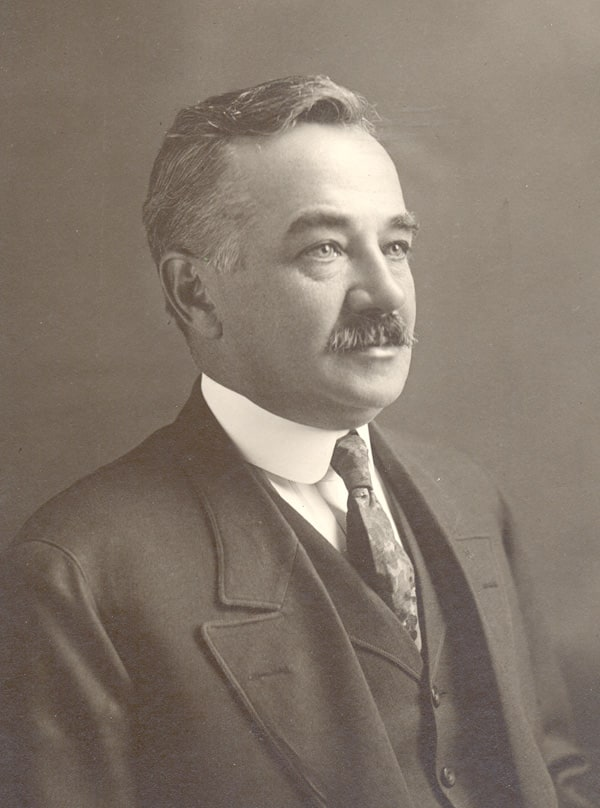
Milton S. Hershey

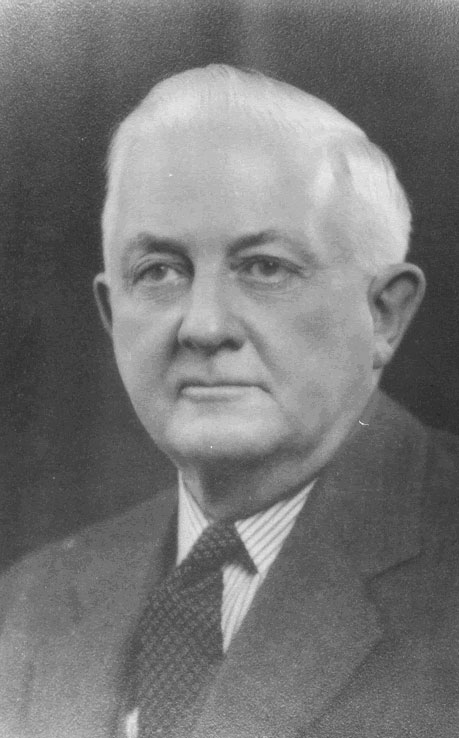
H.B. Reese

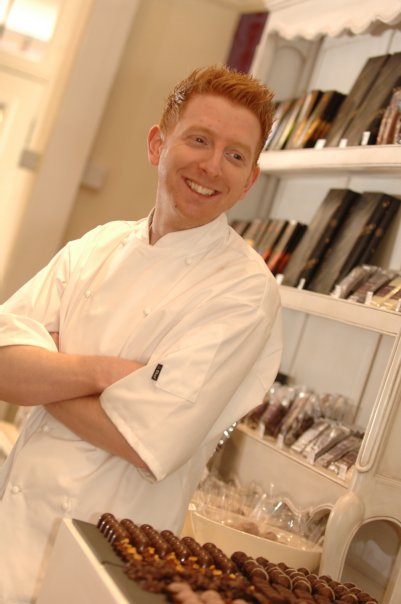
Paul A. Young

- Michel Allex
- Louis Barnett
- Anthon Berg
- Adelbert Bucher
- Pascal Caffet
- Thomas Caffrey
- François-Louis Cailler
- Gilbert Ganong
- Jacques Genin
- Domingo Ghirardelli
- Mott Green
- Harry Specters
- Milton S. Hershey
- Jean-Paul Hévin
- Ernest Hillier
- Coenraad Johannes van Houten
- Hans Imhoff
- Andreas Jacobs
- Klaus Johann Jacobs
- Leonidas Kestekides
- Fritz Knipschildt
- Charles-Amédée Kohler
- Emeril Lagasse
- Norman Love
- Franklin Clarence Mars
- Menier family
- Antoine Brutus Menier
- Émile-Justin Menier
- Daniel Peter
- H.B. Reese
- Robert Steinberg
- Philippe Suchard
- Joseph William Thornton
- Paul A. Young
- Herman Wockenfuss